# أوسكار كوكوشكا
أوسكار كوكوشكا Oskar Kokoschka (ولد في 1 مارس 1886 في بوشلارن – ومات في 22 فبراير 1980 في مونتروس في سويسرا) هو رسام ومصور وأديب نمساوي يتنمي إلى الحركة التعبيرية.

## حياته
ولد أوسكار كوكوشكا في الأول من مارس 1886 وهو الابن الثاني للتاجر الرحالة جوستاف يوزف كوكوشكا، وأمه ماريا رومانا (مولودة بقلب لويدل) في مدينة بوشلارن في ولاية النمسا السفلى على ضفاف نهر الدانوب. وكان أسلاف العائلة صائغي مجوهرات في براج. انتقلت العائلة في عام 1887 إلى فيينا، ومات الابن الأكبر جوستاف في العام نفسه. وولدت أخته بيرتا بعد عامين وأخوه الأصغر بوهوسلاف بعد ثلاثة أعوام.
التحق كوكوشكا بمدرسة حكومية في فيرنج ضاحية في فيينا. وتنتمي أولى رسومه إلى تلك الفترة. ثم درس في مدرسة للصناعات الفنية في فيينا بين عامي 1905 و 1909، وكان أحد معلميه هو جوستاف كليمت، وإحدى زميلاته إلزه أولتيين كازيمير. وكان كوكوشكا متأثرا في تلك الفترة بأعمال فان جوخ، وكان رافضا للأسلوب الشبابي الذي ان سائدا في تلك الفترة. وأدى ذلك إلى أن رسومه الأولى التي كانت بصفة خاصة بورتريهات تضج بالإحساس، لم تلق التقدير الذي كانت تستحقه. ولهذا السبب رحل إلى برلين في عام 1910، ثم عاد إلى فيينا في العام التالي 1911.

## ألما مالر ومتطوع الحرب (1911- 1916)
في عام 1911 تعرف على ألما مالر Alma Mahler وصارت صديقته وعاش معها منذ عام 1912. ونتجت عن ذلك الحب العديد من الأعمال الفنية. وتشي الرسائل المتبادلة بينهما بالعاطفة الجارفة لدى كل منهما تجاه الآخر. وشهدت أساليبه في الرسم تحولا في تلك الفترة فبدأ استخدام فرشات ألون عريضة. وفي ذلك العام حملت ألما جنينا أجهضته ضد إرادة كوكوشكا. وأدى ذلك إلى انهيار العلاقة بينهما، وكان لذلك آثار بعيدة المدى على كوكوشكا. فتطوع في الخدمة العسكرية في الحرب العالمية الأولى، وأصيب في رئتيه إصابة بالغة. لكنه تجاوز الإصابة وعمل رساما حربيا على الجبهة. وفي العام نفسه نشرت مجموعتين من رسوماته الحجرية.

## دريسدن والرحلات (1917 – 1931)
في عام 1917 انتقل إلى دريسدن. وعمل أستاذا في الأكاديمية الفنية فيها بين عامي 1919 و 1926. وبعد خروجه المفاجئ من الأكاديمية قام بعدة رحلات عبر أوروبا وشمال أفريقيا وبلاد شرق البحر الأبيض المتوسط، والتي ألهمته الكثير من البورتريهات للمن وللمناظر الطبيعية.

## فيينا، باريس، براج، رابطة أوسكار كوكوشكا (1931- 1938)
وفي عام 1931 عاد كوكوشكا إلى فيينا، وأقام عدة معارض في باريس وفيينا وأقام فترات طويلة في كلتا المدينتين. وفي عام 1933 قرر الإقامة في فيينا نهائيا، غير أنه وبعد وفاة امه في عام 1934 وجد نفسه مضطرا بسبب الظروف السياسية في ألمانيا والنمسا إلى الهروب في العام نفسه إلى براج، حيث تعرف على أولدا بالكوفسكا والتي تزوجها فيما بعد.
وفي عام 1937 تكونت رابطة أوسكار كوكوشكا في براج، وتبنت أفكارا فنية المعادية للنظام النازي في ألمانيا. وكان من بين من رأس الرابطة يتو بالدن وهاينتس فيرنر وكورت لاده. وكانت الرابطة تجتمع مرة كل أسبوعين وكانوا يقيمون المعارض الفنية والاحتفالات الفنية في بيت المهاجرين Stranice.

## إنجلترا (1938- 1953)
وبعد إعلان التعبئة العامة في تشيكوسلوفاكيا في مايو 1938، هرب كوكوشكا من جديد هذه المرة إلى بريطانيا العظمى، حيث صنف النازيون أعماله على أنها فن مشوه. وخلال تلك الفترة التي قضاها كوكوشكا في المنفى الإنجليزي كان عضوا نشطا في مظمة المنفى النمساوية Young Austria. وفي عام 1941 تزوج أولدا بالكوفسكا في أحد المخابئ في لندن. وحصل على الجنسية البريطانية في عام 1946، وأقام أكبر معاضه بعد الحرب العالمية الثانية في زيورخ وبازل. واستعاد الجنسية النمساوية مرة أخرى في عام 1975.

## فيلينوف Villeneuve
أسس كوكوشكا بالاشتراك مع فريدريش فيلتس في عام 1953 الأكاديمية الصيفية الدولية للفن التشكيلي في زالتسبورج. ورحل في نفس العام إلى فيلينوف على ضفاف بحيرة جينيف في سويسرا. ثم قام بعدة رحلات داخل وخارج أوروبا، وقدم أعماله الأولى بصورة جديدة في سويسرا والنمسا واليابان.
وكان كوكوشكا من المشاركين في documenta I في عام 1955، وفي documenta II في عام 1959 وفي documenta III في عام 1964 في كاسل.
مات كوكوشكا في 22 فبراير 1980 في مونتروس Montroux، ودفن في مقبرة في كلارنس Clarens. وبعد موته أنشأت جائزة أوسكار كوكوشكا Oskar-Kokoschka-Preis للفن التشكيلي.

## إرثه
تأسست مؤسسة كوكوشكا Kokoschka-Stiftung في عام 1988، والتي تحتفظ في متحف يينش في Vevey بأكثر من ألف عمل. وتدير أرملته أولدا المؤسسة.

## من أعماله
لوحات
صورة ذاتية 1918
جسر كارل في براج 1934

## كتاباته الأدبية
كتب كوكوشكا المقالات الصحفية والقصائد وكتب سيرته الذاتية بعنوان «حياتي» Mein Leben في عام 1971. ونشرت رسائله في عام 1984. وأعيد تقديم مسرحياته في التسعينات مرات عديدة. ومنها:
القاتل أمل النساء 1909
شجيرة الشوك المحترق 1911
أيوب 1917
Orpheus und Eurydike 1919

## روابط خارجية
- أوسكار كوكوشكا على موقع IMDb (الإنجليزية)
- أوسكار كوكوشكا على موقع الموسوعة البريطانية (الإنجليزية)
- أوسكار كوكوشكا على موقع مونزينجر (الألمانية)
- أوسكار كوكوشكا على موقع إن إن دي بي (الإنجليزية)
- أوسكار كوكوشكا على موقع ديسكوغز (الإنجليزية)
- أوسكار كوكوشكا على موقع قاعدة بيانات الفيلم (الإنجليزية)
- أوسكار كوكوشكا على موقع كينوبويسك (الروسية)